# Morris Ginsberg
Morris Ginsberg (14. maj 1889 i Kelmy - 31. august 1970) var en britisk sociolog. Han var medgrundlægger af British Sociological Association og var dens præsident 1955–1957. Han var også med at etablere British Journal of Sociology. I perioden 1942–1943 var han leder for Aristotelian Society og var med at forfatte The Race Question for UNESCO i 1950.
Ginsberg blev født i Kelmy i Rusland (nu i Litauen). Da han var 15 år flyttede han til Storbritannien sammen med sin mor og søstre; faren havde kommet allerede nogle år tidligere. Efter at have taget eksamen i filosofi og sociologi i 1912 blev han beskæftiget ved London School of Economics (LSE) året efter, som assistent for Leonard Trelawny Hobhouse. Ved LSE arbejdede Ginsberg mest med sociologi og statsvidenskab, men også med filosofi. Senere blev han lektor ved University College London, før han i 1930 efterfulgte Hobhouse som professor i sociologi ved LSE.

## Værker
- The material culture and social institutions of the simpler peoples (with L. T. Hobhouse, Wheeler), (1915)
- The Psychology of Society, (1920)
- L. T. Hobhouse (with J. A. Hobson), (1931)
- Studies in Sociology, (1932)
- Sociology, (1934)
- Reason and unreason in society, (1947)
- Oversættelse af Malebranche's Dialogues on Metaphysics and on Religion, The Macmillan Company (1923)
- Essays in Sociology and Social Philosophy (i tre deler): 1. On the Diversity of Morals,  2. , Reason and Unreason in Society, 3. Evolution and Progress, (1956)